# Begraafplaats van Briastre
De Begraafplaats van Briastre is een gemeentelijke begraafplaats in de Franse gemeente Briastre (Noorderdepartement). De begraafplaats ligt 650 meter ten noorden van het centrum (Église Saint-Pierre) langs de Rue du Dr. Eloire.

## Brits oorlogsgraf
Op de begraafplaats ligt het graf van Alfred John Harold Ryder Widdowson, onderluitenant bij het South Lancashire Regiment. Hij sneuvelde op 25 oktober 1914. Zijn graf wordt door de gemeente onderhouden en staat bij de Commonwealth War Graves Commission geregistreerd onder Briastre Communal Cemetery. 
Op het grondgebied van de gemeente ligt ook de Britse militaire begraafplaats Belle Vue British Cemetery.